# Англійське кримінальне право
Англійське кримінальне право — галузь права, котра в межах юрисдикції Англії та Уельсу пов’язана із злочинами та їх наслідками; галузь взаємно доповнює цивільне право Англії  та Уельсу. Тобто англійське кримінальне право — це сукупність правових норм, пов’язаних із діями, за які, на думку держави, слід карати (Пітер Лейленд); кримінальне право — те, яке визначає, чи є діяння злочином (Сміт та Хоґан).

## Додаткова література
- Зінченко І. О. Стадії вчинення злочину за кримінальним правом України та Англії: порівняльно-правовий аспект [Архівовано 2 червня 2021 у Wayback Machine.] // Вісн. Нац . ун-ту “Юрид. акад. України ім. Ярослава Мудрого”. – № 2. – 2013. – С. 240 – 251.
- Зінченко І. О. Співучасть у злочині за кримінальним правом України та Англії: порівняльно-правовий аспект [Архівовано 2 червня 2021 у Wayback Machine.] // Вісник Національного університету "Юридична академія України імені Ярослава Мудрого". Серія: Економічна теорія та право. – Харків, 2013. – № 3. – С. 205–216.
- Tkaczyk, Katarzyna. Współczesny system karania w Anglii i Walii // Czasopismo Prawa Karnego i Nauk Penalnych. — Rok XII: 2008. — Zeszyt 1. — S. 303 - 326. [Архівовано 4 листопада 2018 у Wayback Machine.]
- Иван С. Ђокић. Субјективни елемент кривичног дела у енглеском праву. Докторска дисертација. — Београд: Правни факултет Универзитета у Београду, 2015. —  329 с. (те ж саме: тут [Архівовано 4 червня 2019 у Wayback Machine.])
- Кримінальне право України і Англії: порівняльний аналіз (окремі питання Загальної частини): конспект лекцій для студентів II курсу першого (бакалаврського) рівня вищої освіти галузі знань 29 «Міжнародні відносини» спеціальності 293 «Міжнародне право» / уклад.: М. І. Панов, С. О. Харитонов, Ю. П. Дзюба та ін. 2-ге електрон. вид., перероб. та допов. Харків: Нац. юрид. ун-т ім. Ярослава Мудрого, 2021. 144 с.
- Sabungan Sibarani. SH. MH. Comparison of Criminal Law. — Jakarta, 2019.